# Kasteel Groenveld (Evergem)
Kasteel Groenveld is gelegen in de Belgische plaats Evergem. Het kasteel werd in 1911 gebouwd door architect François Roussel in opdracht van de toenmalige burgemeester P. Delva. Het oorspronkelijke gebouw van kasteel Groenveld werd gesloopt en vervangen door de huidige villa in 1958. Op het domein bevindt zich een beek die rondom de villa ligt.
Het kasteel werd gebouwd ter vervanging van een ander kasteel in de buurt. Kasteel ‘Den Bosch’ werd gesloopt, maar de walgrachten bleven behouden. De beek die er nu is, verbindt de villa en de oude walgracht. De stijl van het gebouw is cottagestijl, wat heel herkenbaar is voor de architect die het bouwde. Later werd er nog een groot salon bijgebouwd achteraan de villa en een nieuw terras aan de zijkant. Het kasteel en de villa heeft intussen al drie bewoners gehad.